# Yougoslavie aux Jeux olympiques d'hiver de 1972
Cet article contient des informations sur la participation et les résultats de la Yougoslavie aux Jeux olympiques d'hiver de 1972, qui ont eu lieu à Sapporo au Japon. 

## Résultats

### Combiné nordique
Les épreuves sont :
- du saut à ski (tremplin normal) (Trois sauts, les deux meilleurs sont comptabilisés et montrés ici.)
- 15 km en ski de fond

| Athlète       | Épreuve    | Saut à ski | Saut à ski | Saut à ski | Saut à ski | Ski de fond   | Ski de fond | Ski de fond | Total   | Total |
| Athlète       | Épreuve    | Distance 1 | Distance 2 | Points     | Rang       | Temps         | Points      | Rang        | Points  | Rang  |
| ------------- | ---------- | ---------- | ---------- | ---------- | ---------- | ------------- | ----------- | ----------- | ------- | ----- |
| Janez Gorjanc | Individuel | 66,5 m     | 68,0 m     | 155,8      | 28         | 52 min 40 s 1 | 181,720     | 31          | 337,520 | 32    |

### Hockey sur glace

#### Premier tour
Les vainqueurs (en gras) se qualifient pour le groupe qui permet de déterminer les médailles. Les autres équipes jouent dans un groupe de classement pour classer les équipes entre la 7e et la 11e place.
|  | Suède | 8-1 | Yougoslavie |  |

#### Groupe de classement
| Rang | Équipe               | PJ | V | D | N | BP | BC | Pts |
| ---- | -------------------- | -- | - | - | - | -- | -- | --- |
| 7    | Allemagne de l'Ouest | 4  | 3 | 1 | 0 | 22 | 10 | 6   |
| 8    | Norvège              | 4  | 3 | 1 | 0 | 16 | 14 | 6   |
| 9    | Japon                | 4  | 2 | 1 | 1 | 17 | 16 | 5   |
| 10   | Suisse               | 4  | 0 | 2 | 2 | 9  | 16 | 2   |
| 11   | Yougoslavie          | 4  | 0 | 3 | 1 | 9  | 17 | 1   |

|  | Norvège | 5-2 | Yougoslavie |  |

|  | Allemagne de l'Ouest | 6-2 | Yougoslavie |  |

|  | Japon | 3-2 | Yougoslavie |  |

|  | Suisse | 3-3 | Yougoslavie |  |

| Participants | Anton Jože Gale, Rudi Knez, Bogo Jan, Viktor Ravnik, Ivo Ratej, Drago Savić, Ivo Jan, Franci Žbontar, Rudi Hiti, Boris Renaud, Janez Puterle, Albin Felc, Roman Smolej, Silvo Poljanšek, Viktor Tišler, Slavko Beravs, Bojan Kumar, Božidar Beravs, Gorazd Hiti, Štefan Seme |

### Saut à ski
| Athlète         | Épreuve         | Saut 1   | Saut 1 | Saut 2   | Saut 2 | Total  | Total |
| Athlète         | Épreuve         | Distance | Points | Distance | Points | Points | Rang  |
| --------------- | --------------- | -------- | ------ | -------- | ------ | ------ | ----- |
| Drago Pudgar    | Tremplin normal | 73,5 m   | 97,8   | 73,5 m   | 99,3   | 197,1  | 35    |
| Marjan Mesec    | Tremplin normal | 74,0 m   | 100,1  | 71,0 m   | 95,3   | 195,4  | 37    |
| Peter Štefančić | Tremplin normal | 77,0 m   | 107,9  | 77,5 m   | 110,2  | 218,1  | 10    |
| Danilo Pudgar   | Tremplin normal | 79,5 m   | 112,4  | 68,5 m   | 92,3   | 204,7  | 27    |
| Peter Štefančić | Grand tremplin  | 79,0 m   | 67,6   | 84,0 m   | 77,6   | 145,2  | 48    |
| Marjan Mesec    | Grand tremplin  | 83,0 m   | 78,7   | 84,5 m   | 83,8   | 162,5  | 37    |
| Drago Pudgar    | Grand tremplin  | 91,5 m   | 95,6   | 84,0 m   | 84,1   | 179,7  | 23    |
| Danilo Pudgar   | Grand tremplin  | 92,5 m   | 98,5   | 97,5 m   | 107,5  | 206,0  | 8     |

### Ski alpin

#### Hommes
| Athlète      | Épreuve      | Manche 1      | Manche 1 | Manche 2      | Manche 2 | Total         | Total |
| Athlète      | Épreuve      | Temps         | Rang     | Temps         | Rang     | Temps         | Rang  |
| ------------ | ------------ | ------------- | -------- | ------------- | -------- | ------------- | ----- |
| Marko Kavčič | Slalom géant | 1 min 39 s 01 | 35       | 1 min 46 s 08 | 34       | 3 min 25 s 09 | 31    |

#### Slalom hommes
| Athlète      | Classification | Classification | Finale         | Finale | Finale         | Finale | Finale      | Finale |
| Athlète      | Temps          | Rang           | Temps Manche 1 | Rang   | Temps Manche 2 | Rang   | Total       | Rang   |
| ------------ | -------------- | -------------- | -------------- | ------ | -------------- | ------ | ----------- | ------ |
| Marko Kavčič | 1 min 44 s 53  | 3              | Disqualifié    | –      | –              | –      | Disqualifié | –      |

## Référence
- (en) Cet article est partiellement ou en totalité issu de l’article de Wikipédia en anglais intitulé « Yugoslavia at the 1972 Winter Olympics » (voir la liste des auteurs).